# Art Bisch
Art Bisch (Mesa, Arizona, 1926. november 10. – Atlanta, Georgia, 1958. július 4.) amerikai autóversenyző.

## Pályafutása
1958-ban részt vett a Formula–1-es világbajnokságba is beszámító indianapolisi 500-on. A futamon a huszonhetedik pozícióból indult, majd közvetlen a rajt után kiesett.
Egy hónappal az Indianapolisi verseny után életét vesztette egy a Lakewood Speedway-en rendezett viadalon.

## Eredményei

### Indy 500
| Év       | Rajtszám | Rajthely | Eredmény | Körök | Élen | Kiesés oka |
| -------- | -------- | -------- | -------- | ----- | ---- | ---------- |
| 1958     | 57       | 28       | 33       | 0     | 0    | Baleset    |
| Összesen | Összesen | Összesen | Összesen | 0     | 0    |            |

| Indulás  | 1 |
| Pole p.  | 0 |
| Első sor | 0 |
| Győzelem | 0 |
| Top 5    | 0 |
| Top 10   | 0 |
| Kiesett  | 1 |

### Teljes Formula–1-es eredménylistája
(Táblázat értelmezése)

(Félkövér: pole-pozícióból indult; dőlt: leggyorsabb kört futott) 

| Év   | Csapat               | Modell              | Motor          | 1   | 2   | 3   | 4      | 5   | 6   | 7   | 8   | 9   | 10  | 11  | Helyezés | Pont |
| ---- | -------------------- | ------------------- | -------------- | --- | --- | --- | ------ | --- | --- | --- | --- | --- | --- | --- | -------- | ---- |
| 1958 | Helse / H.H. Johnson | Kuzma Indy Roadster | Offenhauser L4 | ARG | MON | NED | 500 33 | BEL | FRA | GBR | GER | POR | ITA | MOR | -        | 0    |